# Ángela Hernández
Ángela Patricia Hernández Álvarez (Floridablanca, Santander; 14 de octubre de 1990-Bucaramanga, 1 de mayo de 2022) fue una abogada, periodista y  política colombiana. Fue Diputada del Departamento de Santander y candidata a la Gobernación de Santander.

## Biografía
Nacida en el seno de una familia tradicional, siempre manifestó un gran liderazgo y gusto por el ámbito político. Fue nombrada concejala del municipio de Floridablanca, Santander, siendo la concejal más joven del país. Posteriormente es elegida Diputada del Departamento de Santander, con 25 años.

### Polémica con el Ministerio de Educación de Colombia
En la Asamblea de Santander aseguró que el Ministerio de Educación adelantaba una “colonización homosexual” en los colegios del país y discutió sobre la interpretación que el Ministerio ha realizado del artículo 20 de la ley 1620, que el Gobierno Nacional implementó en el año 2013 para crear una ruta de atención en casos de violencia y un sistema nacional único de convivencia escolar y formación para el ejercicio de los derechos humanos. Según ella, padres de familia y rectores de varios colegios de Santander la buscaron para manifestarle su preocupación frente a las indicaciones que funcionarios del Ministerio de Educación hacían en los colegios para fomentar los baños y uniformes mixtos y la implementación de la cátedra de sexualidad basada en la ideología de género. Aseguró, en su momento, que no era homofóbica y aceptaba que los colegios tuvieran niños de condición LGBT, pero le preocupaba que la ministra se aprovechara de la ambigüedad de la ley para interpretarla a su manera e implementar en los colegios normas en manuales de convivencia que deben ser construidas por los padres de familia, por los estudiantes, rectores y personal docente, pero el sentir de las comunidades es que se presentaba una colonización de sus costumbres e ideas sobre las tradicionales y de alguna manera trata de imponer este tipo de forma de vida.

### Polémica por izar la bandera LGBT en la Alcaldía de Bucaramanga
Debido a que la Alcaldía de Bucaramanga tomó, el 29 de julio de 2016, la decisión de izar la bandera LGBT en su sede, por considerar que hay mucha homofobia, rechazo y matoneo en colegios hacia las personas lesbianas, gays, transgénero, bisexuales e intersexuales (LGBTI), Hernández cuestionó esta decisión así como los proyectos pedagógicos del gobierno que buscaban por medio de cartillas y materiales didácticos incluir la ideología de género y tener injerencia del estado en la elaboración de los manuales de convivencia de los colegios. Debido a esto fue duramente criticada por su postura frente a la comunidad LGBTI durante un debate en la asamblea cuando aseguró que los “derechos de la población LGBTI son además privilegios” y “Se están traspasando las líneas de los derechos de unos a otros”. La diputada también dijo que el Ministerio de Educación “está sesgado” y que “impone a los colegios la ideología de género”.

### Marcha del 10 de agosto de 2016
Convocó el 10 de agosto de 2016 una marcha “en defensa de la familia”. La convocatoria la hizo acompañada de Jaime Andrés Beltrán, presidente del concejo bumangués, en un video publicado en su cuenta de Twitter. Beltrán y Hernández invitaron a la gente a rechazar la agenda de lo que ellos llaman el Lobby gay. Esta marcha sería desde las 3 p. m. e iniciaría en el Parque de los Niños para terminar en la Plaza Cívica Luis Carlos Galán. La invitación fue hecha por el presidente del Concejo, quien además se define como “pastor de jóvenes”, con el fin de salir en defensa de los niños, proteger la familia.
Efectivamente la marcha se realizó y salieron a marchar numerosos grupos de todas la corrientes, que sumaron decenas de miles de personas en varias ciudades del país. Después de ver el efecto que había causado su campaña #rescatandoprincipios, empezó a llevar su mensaje a Perú, donde  cuenta con una gran popularidad y ha sido una importante activista de manifestaciones en contra de la ideología de género; de allí la campaña #conmishijosnotemetas.

### Influencia en el Plebiscito sobre los acuerdos de paz de Colombia de 2016
Toda esta influencia de las iglesias cristianas tuvo que ver en gran medida para que ganara del NO en el Plebiscito sobre los acuerdos de paz de Colombia de 2016 realizado el 2 de octubre de 2016 a partir de ese momento Hernández junto con Alejandro Ordóñez se convirtieron en una popular fuente de activismo en contra de la  ideología de género y a comienzos de marzo de 2016, publicaron un video en donde invitaron a salir a la gente a la calle a marchar en contra de la corrupción el 1 de abril de 2017 la campaña la bautizaron con el nombre de con los pantalones bien puestos. Ángela Hernández estuvo trabajando con Alejandro Ordoñez en su campaña para llegar a la presidencia de Colombia.

### Candidatura a la gobernación de Santander
Luego de haber sido diputada del Partido de la U se lanzó a la gobernación de Santander con el apoyo del Partido Liberal ofreciendo en su plan de campaña la construcción de vías terciarias, ayudas para el comercio y acabar con la corrupción en el departamento.
En 2019 se puso en duda su título universitario en Derecho, obtenido en la Corporación Universitaria de Ciencia y Desarrollo, debido un trino anónimo donde se mostraba un certificado de la Unidad de Registro Nacional de Abogados donde no se reconocía como abogada a una persona identificada con una cédula que supuestamente era de ella. Ángela Hernández realizó su defensa en su cuenta personal de Twitter mostrando su diploma.

## Vida personal
Estuvo casada con el veterinario Jefferson Vega con quien tuvo un hijo.
Fue diagnosticada con cáncer y en 2020 se sometió a mastectomía derecha.

## Fallecimiento
Falleció a causa de un cáncer de mama triple negativo la madrugada del 1 de mayo de 2022.